# 양은 (전한)
양은(楊殷, ? ~ 기원전 153년) 또는 양부(楊敷)는 전한 전기의 제후로, 개국공신 양희의 아들이다.

## 생애
문제 12년(기원전 168년), 양희의 뒤를 이어 적천후(赤泉侯)에 봉해졌다.
경제 4년(기원전 153년)에 죽으니 시호를 정(定)이라 하였고, 작위는 아들 양무해가 이었다.

## 출전
- 사마천, 《사기》 권18 고조공신후자연표
- 반고, 《한서》 권16 고혜고후문공신표

| 선대 아버지 적천장후 양희 | 전한의 적천후 기원전 168년 ~ 기원전 153년 | 후대 아들 양무해 |